# Górnośląskie Centrum Edukacyjne

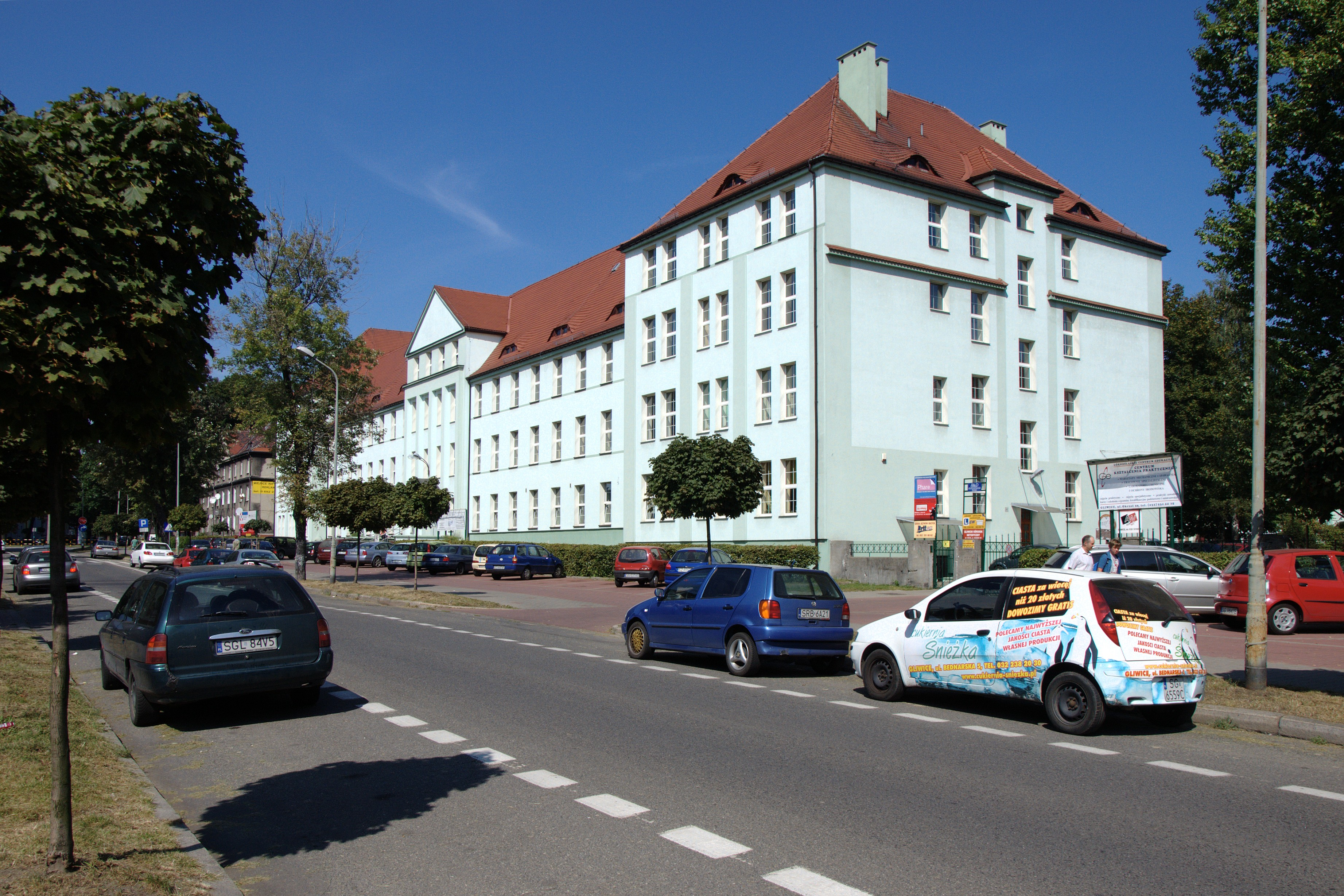
Górnośląskie Centrum Edukacyjne

Górnośląskie Centrum Edukacyjne im. Marii Skłodowskiej-Curie – placówka edukacyjna prowadzona przez miasto Gliwice.

## Informacje ogólne
Górnośląskie Centrum Edukacyjne utworzono w dniu 1 stycznia 1996 roku w wyniku połączenia Zespołu Szkół Chemiczno-Mechanicznych i Centrum Kształcenia Ustawicznego.

## Historia szkoły
- 1 stycznia 1996 - utworzenie placówki
- 25 kwietnia 1996 - wdrożenie opisowego potwierdzania umiejętności zawodowych (zaświadczenia szkolne wydawane niezależnie od świadectw końcowych i dyplomów zawodowych)
- 15 lipca 1997 - zawarcie porozumienia z Politechniką Śląską w Gliwicach i Kuratorium Oświaty w Katowicach o współpracy oraz objęcie Górnośląskiego Centrum Edukacyjnego patronatem Politechniki Śląskiej w Gliwicach.
- 1 stycznia 1999 - otwarcie (pierwszego na Śląsku) Centrum Kształcenia Praktycznego.
- 1 września 2000 - uruchomienie Pracowni Jakości, Standardów i Doradztwa Zawodowego.
- 20 marca 2001 - uruchomienie Firmy Symulacyjnej "BIUROLAND".
- 2 września 2002 - przystąpienie do współpracy z ITeE Radom, FESTO Polska, ZST Mikołów, International Training Centre ILO Turyn (I), Vlaamse Dienst voor Arbeidsbemiddeling en Beroepsopleiding - VDAB Bruksela (B) i Cambridge Professional Development (GB) w ramach programu Leonardo da Vinci pt. Europejski Bank Rozwoju Modułowych Programów i Technologii Edukacyjnych-EMCET de Bank.
- 11 maja 2004 - uzyskanie Certyfikatu Jakości ISO 9001:2000 przyznanego GCE przez międzynarodową Placówkę Certyfikacyjną TÜV CERT TÜV Rheinland InterCert Kft.
- 13 grudnia 2004 - otrzymanie Akredytacji Śląskiego Kuratora Oświaty w zakresie prowadzonego kształcenia ustawicznego w formach pozaszkolnych.
- 1 stycznia 2005 - uruchomienie Szkolnego Ośrodka Kariery przy Centrum Kształcenia Praktycznego GCE w Gliwicach i rozpoczęcie współpracy ze szkołami Gminy Gliwice.
- 13 kwietnia 2007 - otwarcie Pracowni Mechatroniki, powstałej przy dofinansowaniu ze środków unijnych w ramach programu Phare 2003 w ramach programu "Wsparcie na modernizację oferty edukacyjnej" oraz ze środków własnych.